# Iris Falcam
Iris Falcam   (Honolulu, 25 d'agost de 1938 - Pohnpei, 19 de febrer de 2010) va ser una bibliotecaria, investigadora i funcionària pública estatunidenca nacionalitzada micronèsia. Falcam va servir com a Primera Dama dels Estats Federats de Micronèsia entre 1999 i 2003 durant la presidència del seu marit, l'expresident Leo Falcam.
Iris Falcam va néixer a Hawaii, però va residir en el que avui és els Estats Federats de Micronèsia durant més de quaranta anys. Va assistir tant a la Universitat de Hawaii a Mānoa i a l'Escola Tècnica de Kapiolani, que ara s'anomena Kapi'olani Community College.Falcam va treballar com a bibliotecària i investigador de la col·lecció del College of Micronesia-FSM Pacific Islands des de 1979 fins a la seva mort el 2010. També va treballar com a bibliotecària del Congrés dels Estats Federats de Micronèsia, així com per a l'oficina d'informació pública del Territori en Fideïcomís de les Illes del Pacífic a Saipan abans en la seva carrera. Les nombroses participacions cíviques de Falcam en els Estats Federats de Micronèsia van incloure un seient a la junta directiva de Pohnpei Catholic School, tresorera del Pohnpei Lions Club i membre d'una organització catòlica femenina anomenada Lih en Mercedes. [1]
Iris Green Falcam va morir el divendres 19 de febrer de 2010 a Pohnpei. [1] [3] Li va sobreviure el seu marit, Leo Falcam. El president Manny Mori va anomenar Falcam, «mare gran i afectuosa de la nostra nació».